# Dobrovnik
Dobrovnik là một khu tự quản (tiếng Slovenia: občine, số ít – občina) trong vùng Pomurska của Slovenia. Dobrovnik có diện tích 31.1 km2, dân số là theo điều tra ngày 31 tháng 3 năm 2002 là 1307 người. Thủ phủ khu tự quản Dobrovnik đóng tại Dobrovnik.